# フリーデリケ・フォン・ヴュルテンベルク
フリーデリケ・エリーザベト・アマーリエ・アウグステ・フォン・ヴュルテンベルク（Friederike Elisabeth Amalie Auguste von Württemberg, 1765年7月27日 - 1785年11月24日）は、ヴュルテンベルク公フリードリヒ2世オイゲンとその妃でブランデンブルク＝シュヴェート辺境伯フリードリヒ・ヴィルヘルムの娘であるフリーデリケ・ドロテア・ゾフィアの間の次女。初代ヴュルテンベルク王フリードリヒ1世、ロシア皇后マリヤ・フョードロヴナの妹。

## 生涯
1781年、フリーデリケはホルシュタイン＝ゴットルプ家の公子ペーターと結婚した。フリーデリケの姉がホルシュタイン＝ゴットルプ家出身のロシア皇太子パーヴェル（後のパーヴェル1世）に嫁いでおり、ロシア帝室とヴュルテンベルク公家との絆をさらに強くするために、ロシア皇太子の同族の公子とロシア皇太子妃の妹の結婚が執り行われたのだった。夫妻は2人の息子をもうけたが、フリーデリケは1785年に出産中に力尽き、20歳で早世した。
- アウグスト（1783年 - 1853年） - オルデンブルク大公
- ゲオルク（1784年 - 1812年）

フリーデリケの死の直前にペーターはオルデンブルク公国の摂政となり、1823年にはオルデンブルク大公となった。